# Werner Jaeger

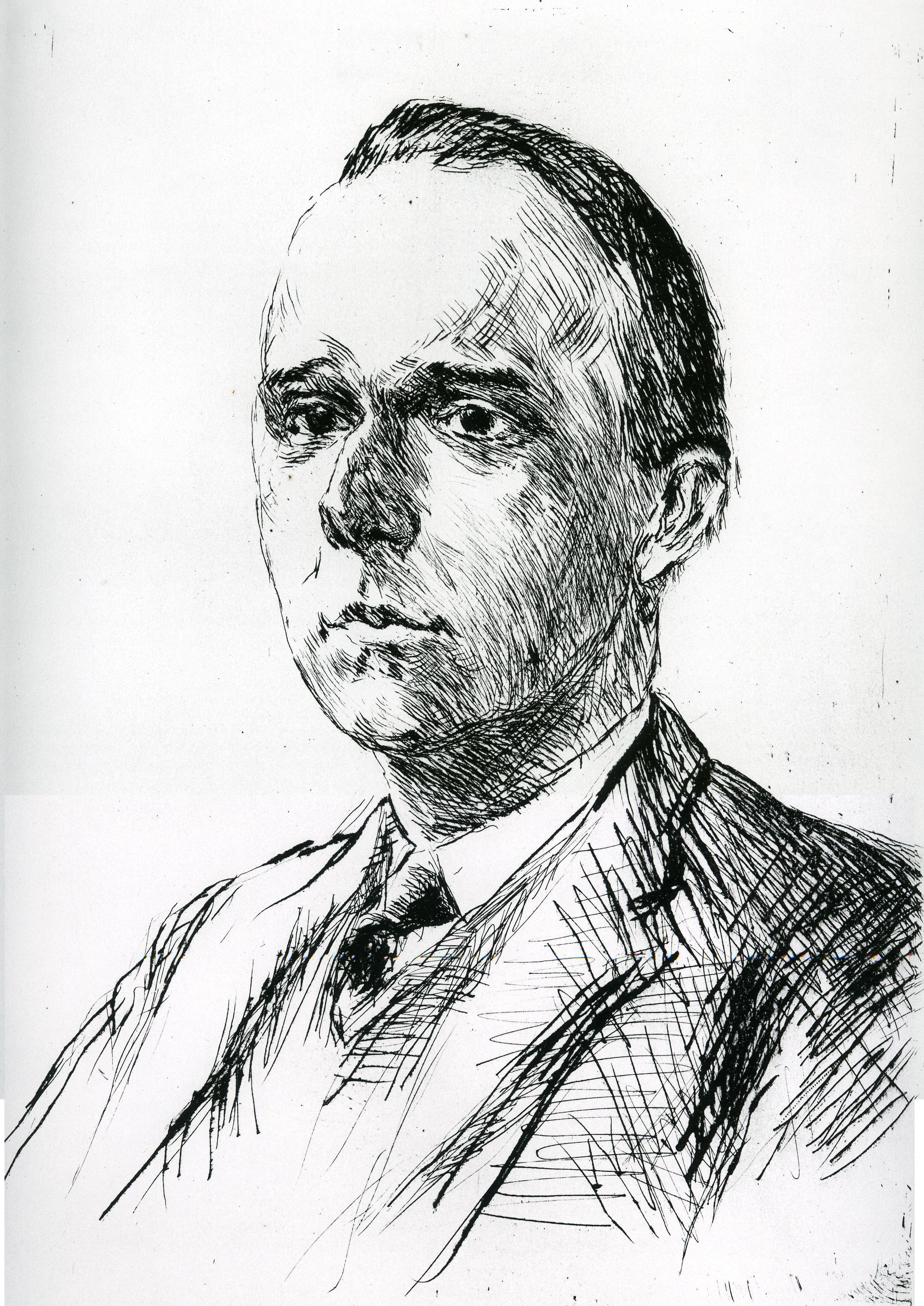
Werner Jaeger, litografie de Max Liebermann

Werner Wilhelm Jaeger (n. 30 iulie 1888 la Lobberich, Renania de Nord-Westfalia - d. 19 octombrie 1961) a fost un specialist în studii clasice din Germania și care o mare parte din viață a locuit în SUA.
A studiat la Universitatea din Marburg și apoi la Universitatea Humboldt din Berlin.
Teza sa de doctorat a fost o dizertație referitoare la "Metafizica" lui Aristotel.
La numai 26 de ani devine profesor la Universitatea din Basel.
Ocupă o poziție similară la Kiel, pentru ca în 1921 să se întoarcă la Berlin.
Ascensiunea mișcării de dreapta îl nemulțumește și în Humanistische Reden und Vortraege, apărută în 1937, își exprimă critica și indignarea față de nazism.
Urmărit de adepții lui Hitler, în 1936 emigrează în SUA.
În perioada 1936 - 1939 este profesor la Universitatea din Chicago, ca apoi să ajungă la prestigioasa Harvard University.
Lucrările sale tratează cu precădere spiritualitatea Greciei antice și au ca obiectiv principal reinterpretarea lui Platon și Aristotel.
Teatrul Werner-Jaeger-Halle din orașul său natal îi poartă numele.

## Ediții în limba română
- Umanism și Teologie. Paideia Christi, trad. Dan Siserman, Galaxia Gutenberg, Târgu-Lăpuș, 2020.
- Paideia. vol.1: Idealurile culturii grecești, trad. Maria Magdalena Anghelescu, Paideia, București, 2019.
- Istorie și filologie clasică, trad. Alina Noveanu, Grinta, Cluj-Napoca, 2008.